# Miaofolket
Miao är en stor kinesisk minoritetsgrupp på cirka 7,4 miljoner  (enligt folkräkning 1990), främst boende i Guizhou-, Sichuan- och västra Hunanprovinsen. Den senare anses vara deras historiska hemvist under Qin- och Handynastins tid. Miao har sitt eget tal- och skriftspråk men de flesta behärskar hankinesiska.
Det finns flera undergrupper till Miao, som Hmong, A Hmao och Kho. Många från Hmong migrerade tidigt från södra Kina till Sydostasien där de idag lever som minoriteter i flera länder.

## Historik
Miao anses representera urbefolkningen i Yangtsidalen och underkuvades eller fördrevs av kineserna. Ännu i början på 1800-talet hävdade de sin självständighet och hade länge en viss självstyrelse. Kvinnorna hade en friare ställning än hos kineserna, bronshantverket var rikt och schamanism, det vill säga att prästen fungerade som undergörare och medicinman, var ett viktigt inslag i religionen.